# خوزه آرتتسکه
خوزه آرتتسکه (انگلیسی: José Artetxe؛ ۲۸ ژوئن ۱۹۳۰ – ۱۹ مارس ۲۰۱۶) یک بازیکن فوتبال اهل اسپانیا بود.
از باشگاه‌هایی که در آن بازی کرده‌است می‌توان به اتلتیک بیلبائو اشاره کرد.
وی همچنین در تیم ملی فوتبال اسپانیا بازی کرده است.